# Корытища
Корытища (укр. Коритища) — село в Украине, в Ярунской сельской громаде Звягельского района Житомирской области. Население составляет 320 человек.

## Адрес местного совета
11762, Житомирская обл., Звягельский р-н, с. Ярунь, ул. Мира, 13

## История
В 1603 году граф Якубов из Звягеля выстроил замок на сейчас уже улице Райдужной, который был разрушен во время  Первой Мировой войны 1917 года , дальше как говорится «слухи распустились» и крестьяне начали строиться вокруг замка, ведь граф обещал землю, что кстати выполнил, так и основалось село.

## Население
Население по переписи 2001 года составляет 320 человек.

## Площадь
Занимает площадь 1,662 км².

## Индекс
Почтовый индекс — 11766.